# Сан-Педру-дус-Крентис

Сан-Педру-дус-Крентис на карте штата.

Сан-Педру-дус-Крентис (порт. São Pedro dos Crentes) — муниципалитет в Бразилии, входит в штат Мараньян. Составная часть мезорегиона Юг штата Мараньян. Входит в экономико-статистический микрорегион Порту-Франку. Население составляет 4425 человек на 2010 год. Занимает площадь 979,631 км². Плотность населения — 4,52 чел./км².

## Демография
Согласно сведениям, собранным в ходе переписи 2010 г. Национальным институтом географии и статистики (IBGE), население муниципалитета составляет:
| Полное население                               | Полное население                               | Полное население                               | Полное население                               | 4425  |
| ---------------------------------------------- | ---------------------------------------------- | ---------------------------------------------- | ---------------------------------------------- | ----- |
| в том числе:                                   | Городское население                            | 2437                                           | Процент городского населения, %                | 55,07 |
|                                                | Сельское население                             | 1988                                           | Процент сельского населения, %                 | 44,93 |
|                                                | Мужское население                              | 2355                                           | Процент мужского населения, %                  | 53,22 |
|                                                | Женское население                              | 2070                                           | Процент женского населения, %                  | 46,78 |
| Плотность населения, чел/км²                   | Плотность населения, чел/км²                   | Плотность населения, чел/км²                   | Плотность населения, чел/км²                   | 4,52  |
| Население муниципалитета в % к населению штата | Население муниципалитета в % к населению штата | Население муниципалитета в % к населению штата | Население муниципалитета в % к населению штата | 0,07  |

По данным оценки 2016 года, население муниципалитета составляет 4563 жителя.

## Статистика
- Валовой внутренний продукт на 2003 год составляет 10 518 925,00 реалов (данные: Бразильский институт географии и статистики).
- Валовой внутренний продукт на душу населения на 2003 год составляет 2509,29 реалов (данные: Бразильский институт географии и статистики).
- Индекс развития человеческого потенциала на 2000 год составляет 0,626 (данные: Программа развития ООН).